# 日本三大夜景
日本三大夜景（にほんさんだいやけい）とは、日本中の代表的な夜景を3か所選んだものを指す。

## バリエーション

### 選択した人物や団体、根拠、時期などは不明なもの

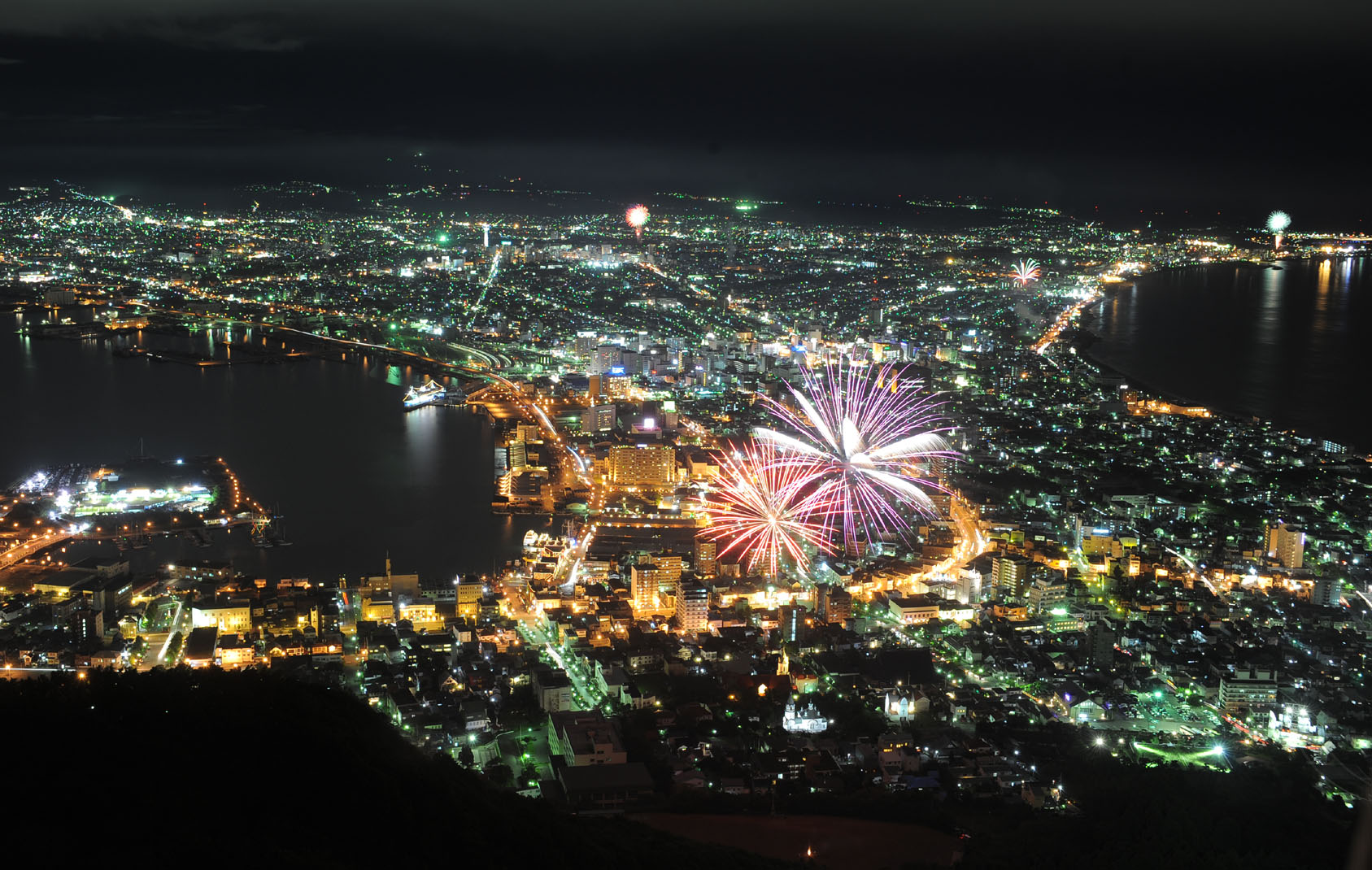
函館山から望む夜景
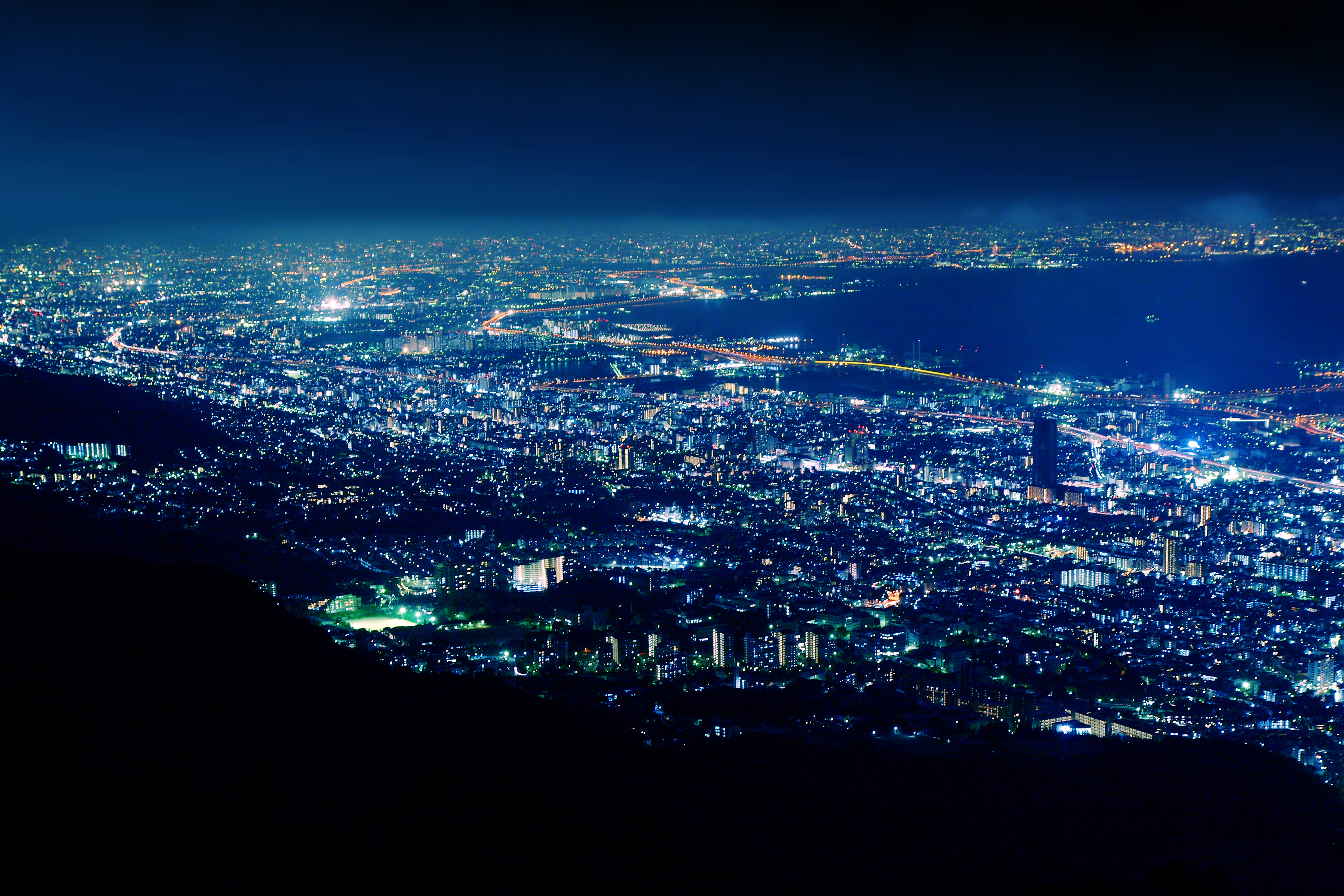
兵庫県神戸市の摩耶山掬星台から望む夜景
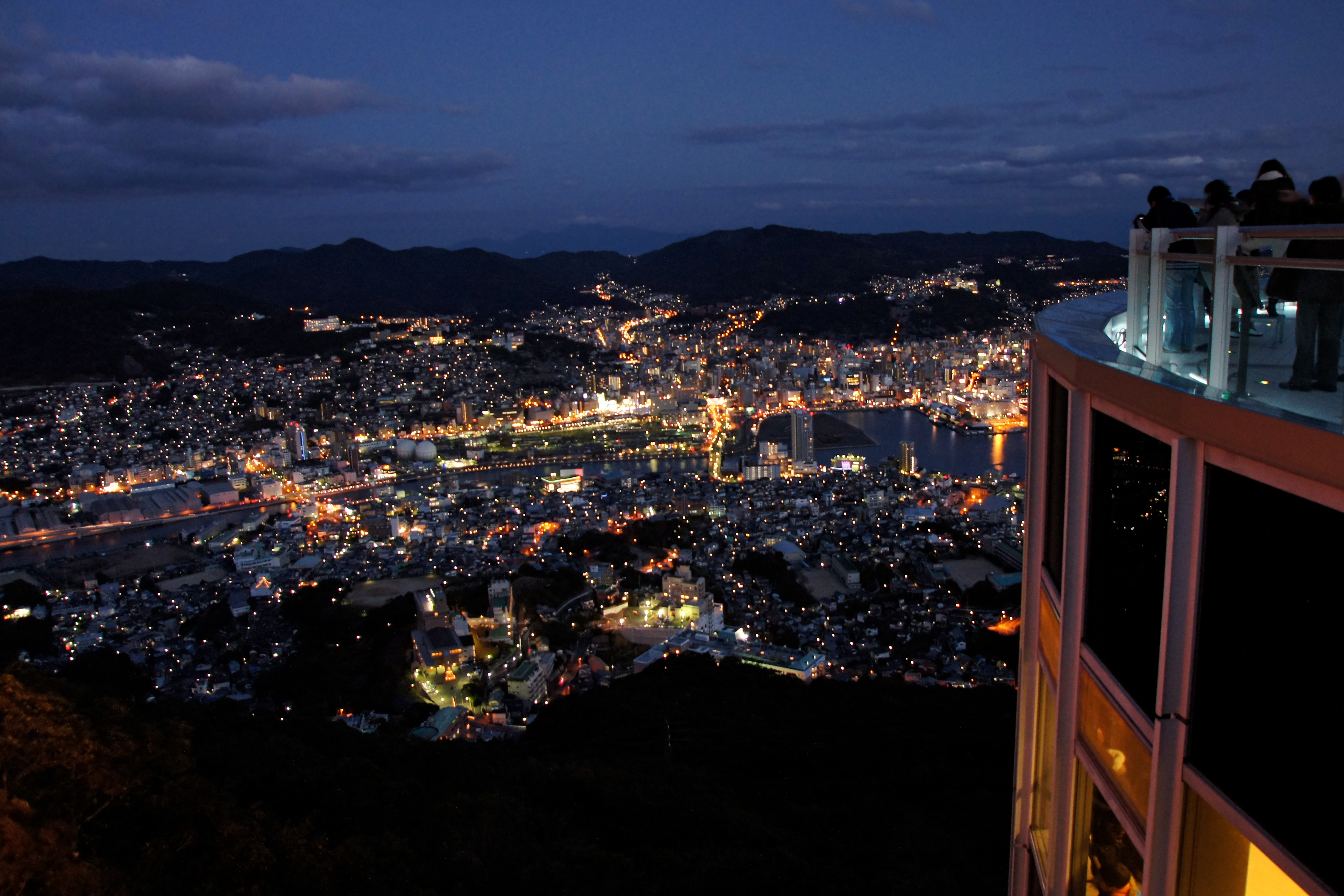
長崎市の稲佐山から望む夜景

### 日本新三大夜景

#### 2024年版
- 北九州市
- 横浜市
- 長崎市

#### 過去
- 北九州市
- 札幌市
- 長崎市

### 新日本三大夜景

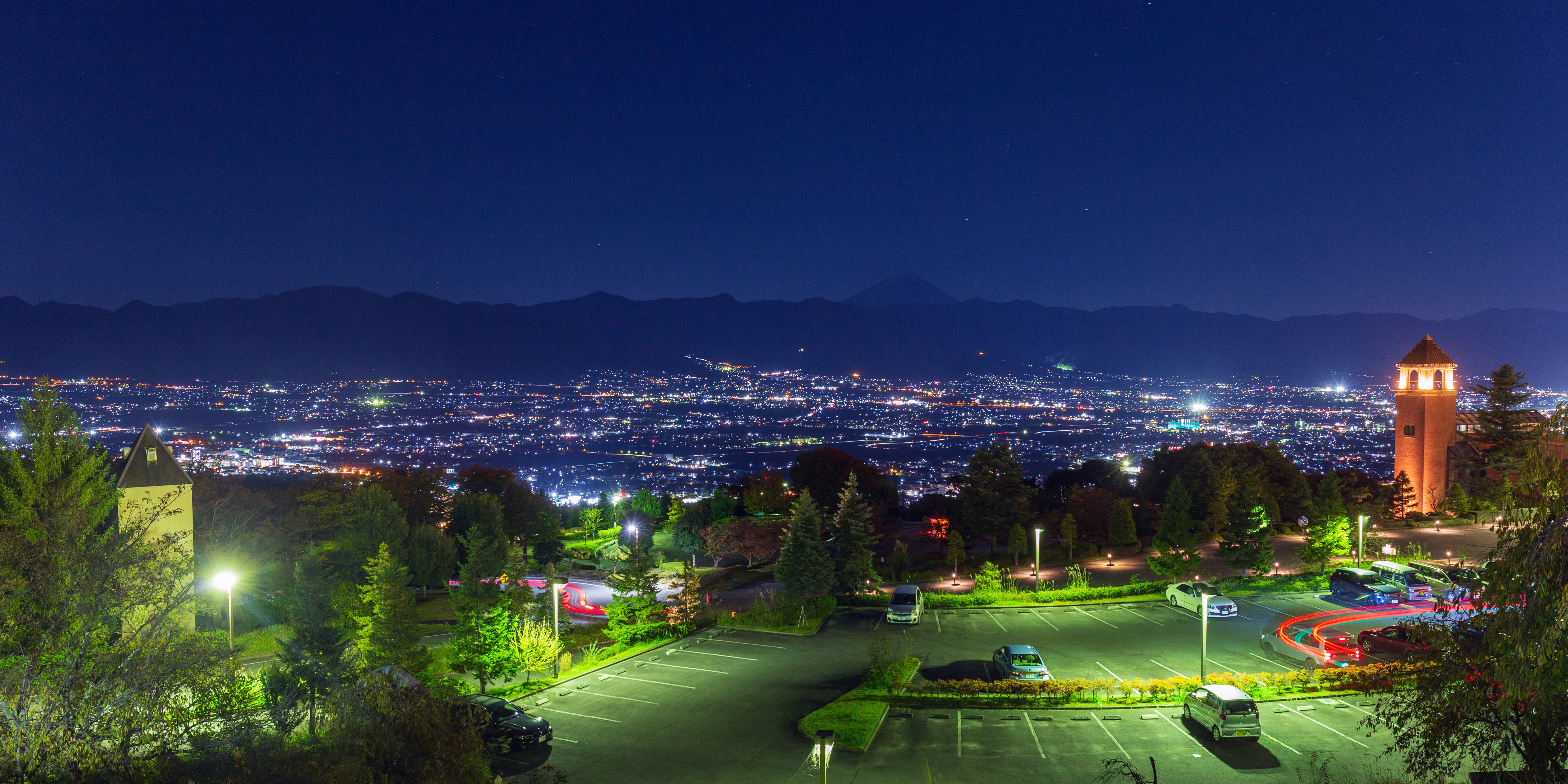
山梨県笛吹川フルーツ公園から望む甲府盆地の夜景
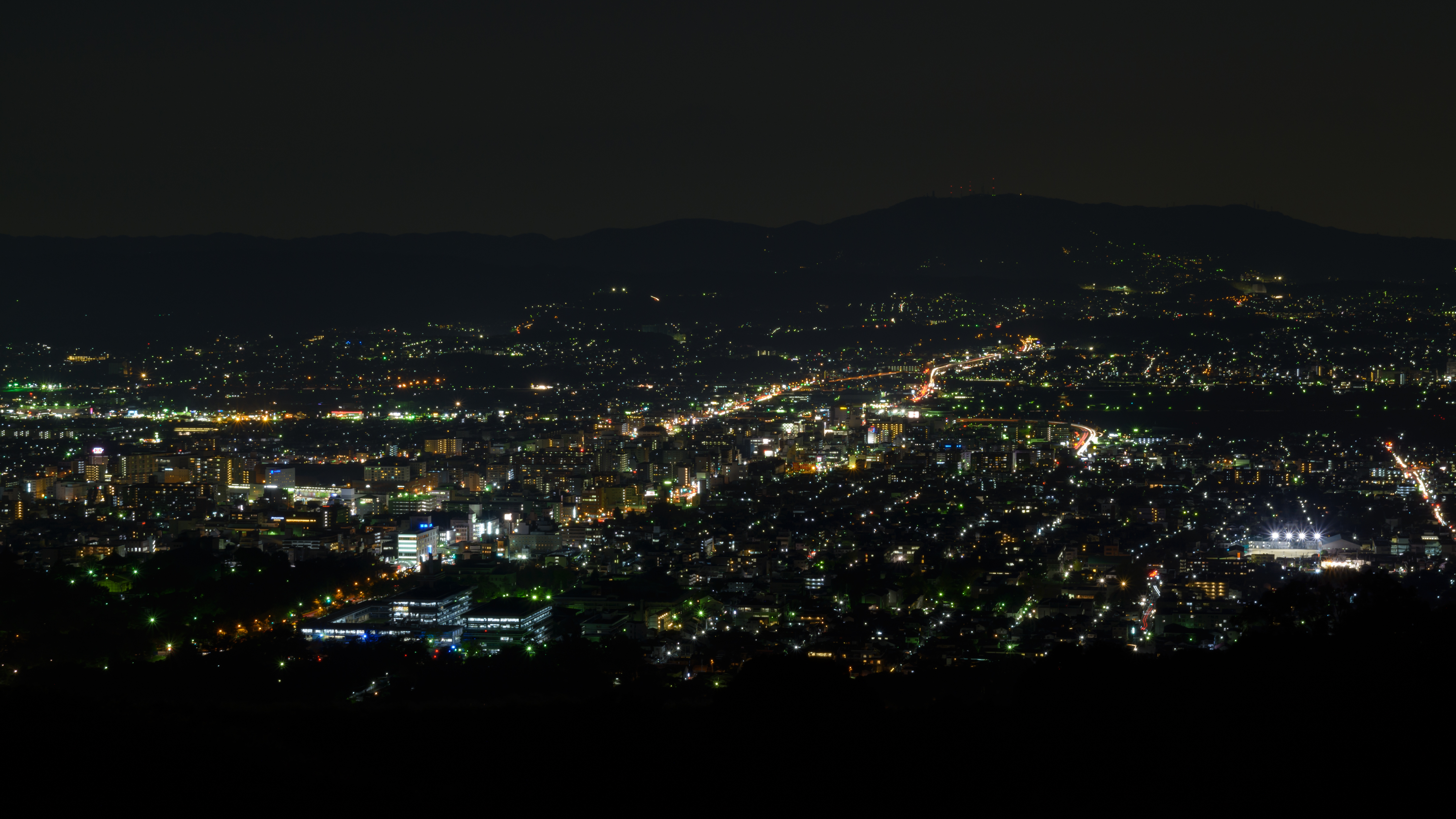
若草山から望む奈良市の夜景
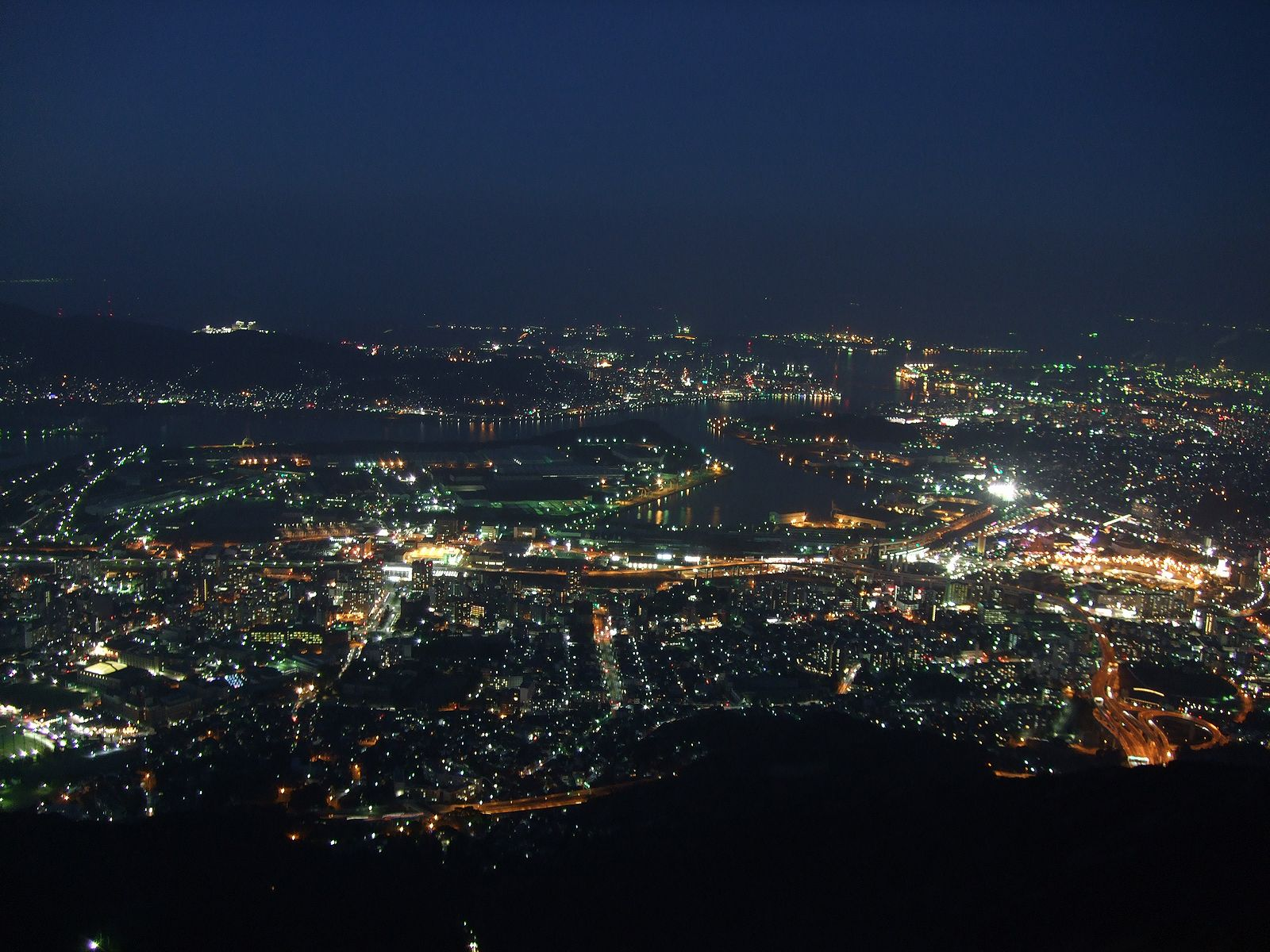
皿倉山から望む北九州市の夜景

## 備考
- 三箇所ともテレビ、FMラジオの基幹送信所がある。
- 三箇所ともに海を望むことが出来る。
- 2003年には非営利団体から「新日本三大夜景」というものも発表されている。